# Cassis
Cassis è un comune francese di 7 867 abitanti situato nel dipartimento delle Bocche del Rodano della regione della Provenza-Alpi-Costa Azzurra. Si affaccia sul Mediterraneo e si trova a circa 20 km a est di Marsiglia, è considerata l'estremo occidentale della Costa azzurra.. Cap Canaille, tra Cassis e La Ciotat, è una delle scogliere più alte d'Europa (399 metri).
Località nota per i suoi Calanchi, tutelati dal parco nazionale omonimo, e per la notevole produzione di vini della regione circostante.
Molti artisti sono stati attratti da Cassis, opere che rappresentano il porto, il villaggio, le insenature, l'ambiente naturale si trovano nella maggior parte dei principali musei francesi ed internazionali. Tra questi La baie de Cassis di Paul Signac e Vue du port de Cassis di Adolphe Joseph Thomas Monticelli (1884, National Museum of Western Art de Tokyo). Frédéric Mistral vi ambienta il suo poema Calendau.

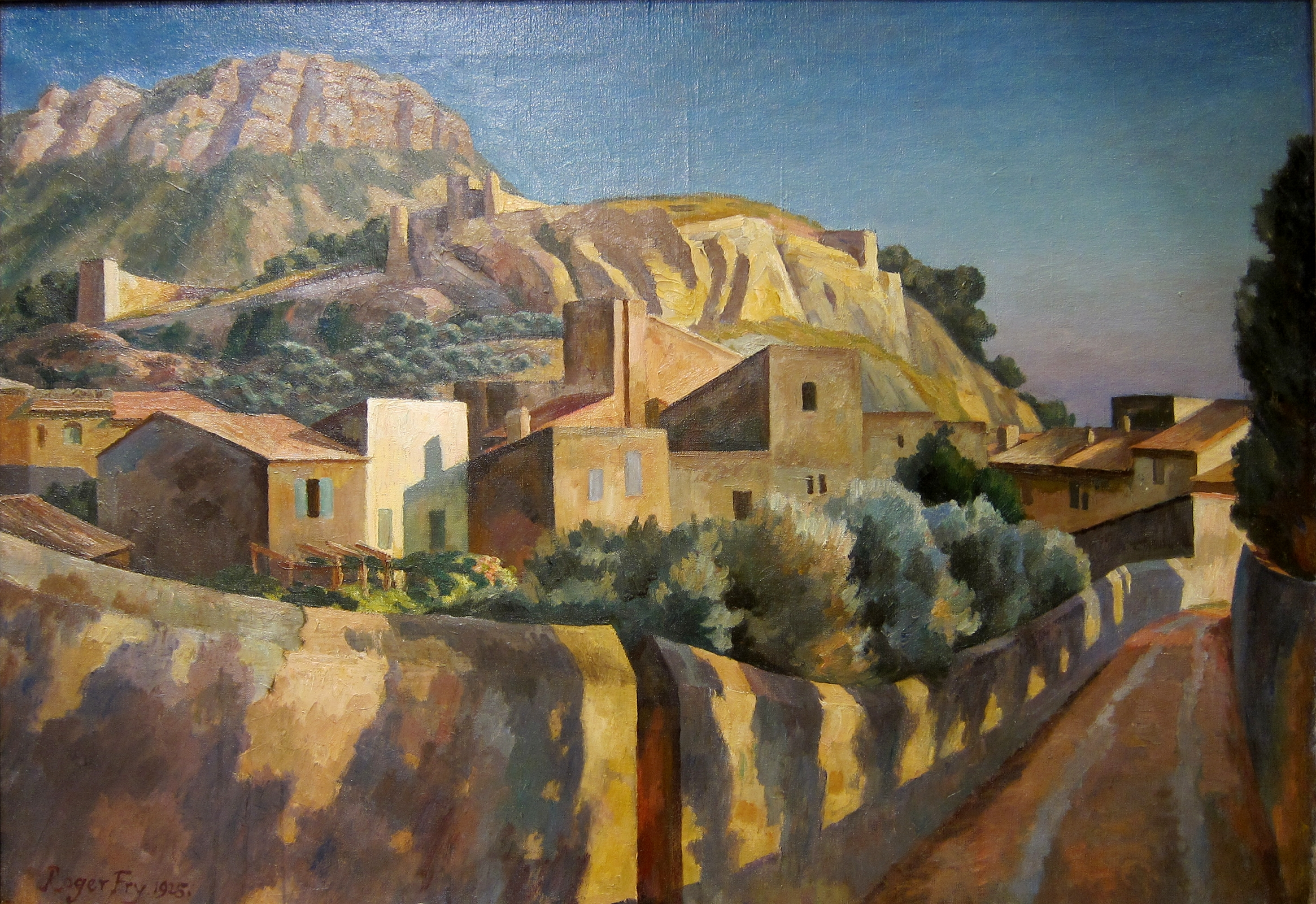
Vue de Cassis (1925) di Roger Fry.

## Società

### Evoluzione demografica
Abitanti censiti